# استونی باستان
استونی باستان به دوره‌ای از تاریخ استونی گفته می‌شود که از اواسط هزاره هشتم پیش از میلاد تا زمان تسخیر توسط قبایل محلی فنلاندی در یک چهارم اول قرن سیزدهم در طول دوره توتونیک و جنگ‌های صلیبی شمالی دانمارک در بر می‌گیرد.

## دوره میان‌سنگی
این منطقه از پایان آخرین دوره یخبندان، حدود ۱۰۰۰۰ سال قبل از میلاد دارای جمعیت بوده‌است. اولین آثار سکونت انسان در استونی با فرهنگ کوندا مرتبط است. قدیمی‌ترین سکونتگاه شناخته شده در استونی، سکونتگاه پولی است که در ساحل رود پارنو، در نزدیکی شهر سیندی، در جنوب غربی استونی قرار داشته که قدمت آن به اوایل هزاره نهم قبل از میلاد می‌رسد. فرهنگ کوندا نام خود را از محل استقرار Lammasmäe در شمال استونی گرفته‌است که قدمت آن به قبل از ۸۵۰۰ پیش می‌رسد.

## نگارخانه

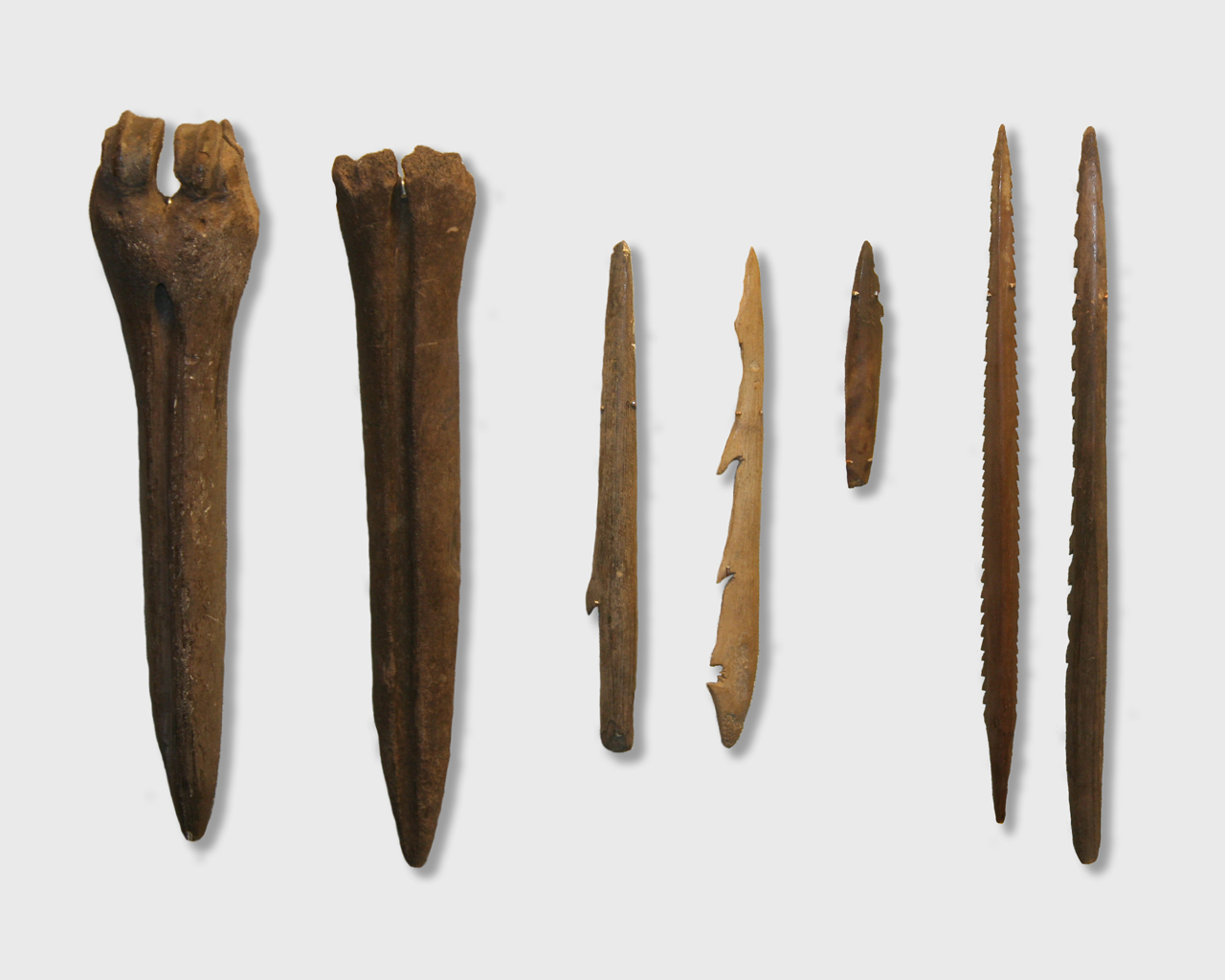
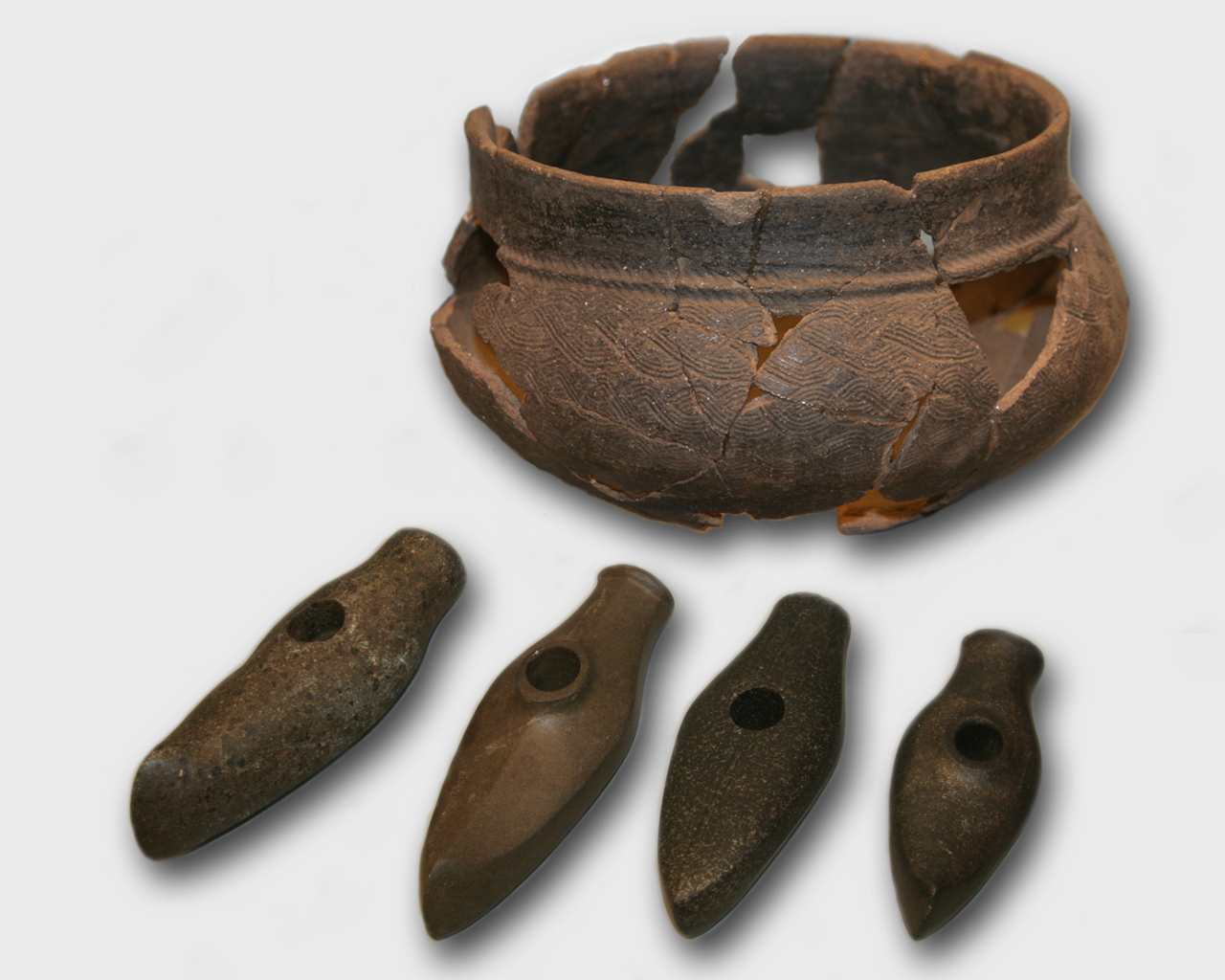
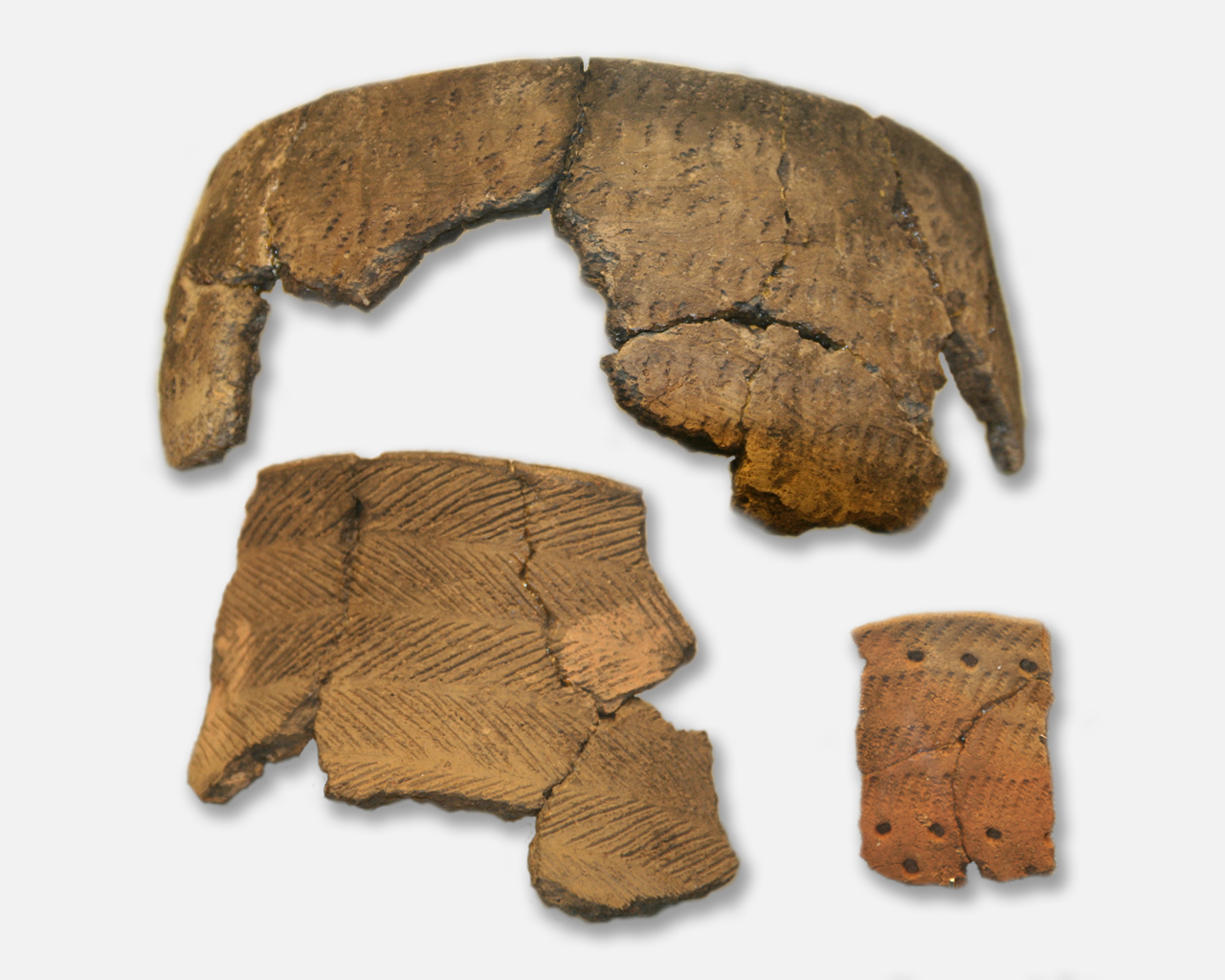
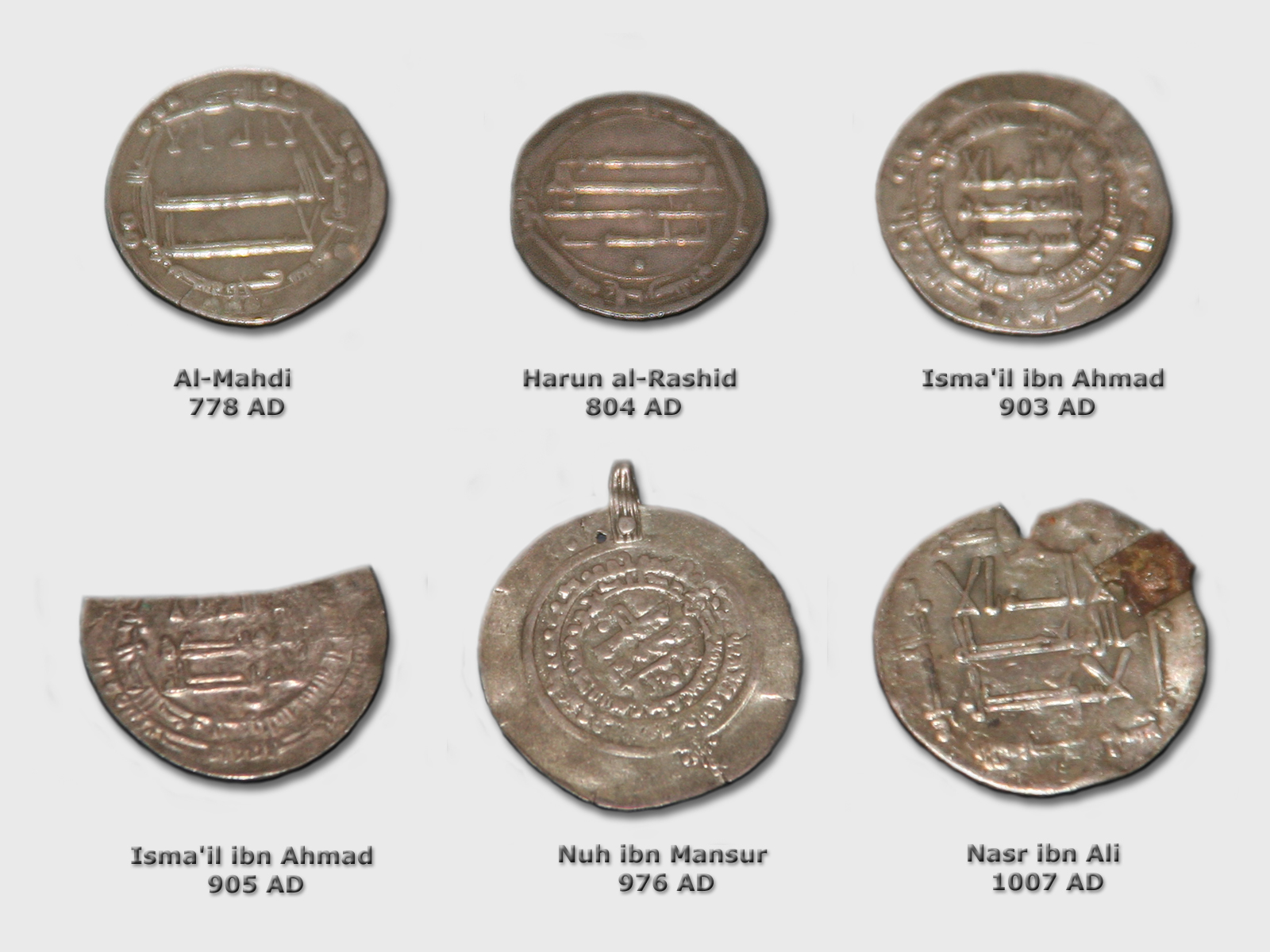
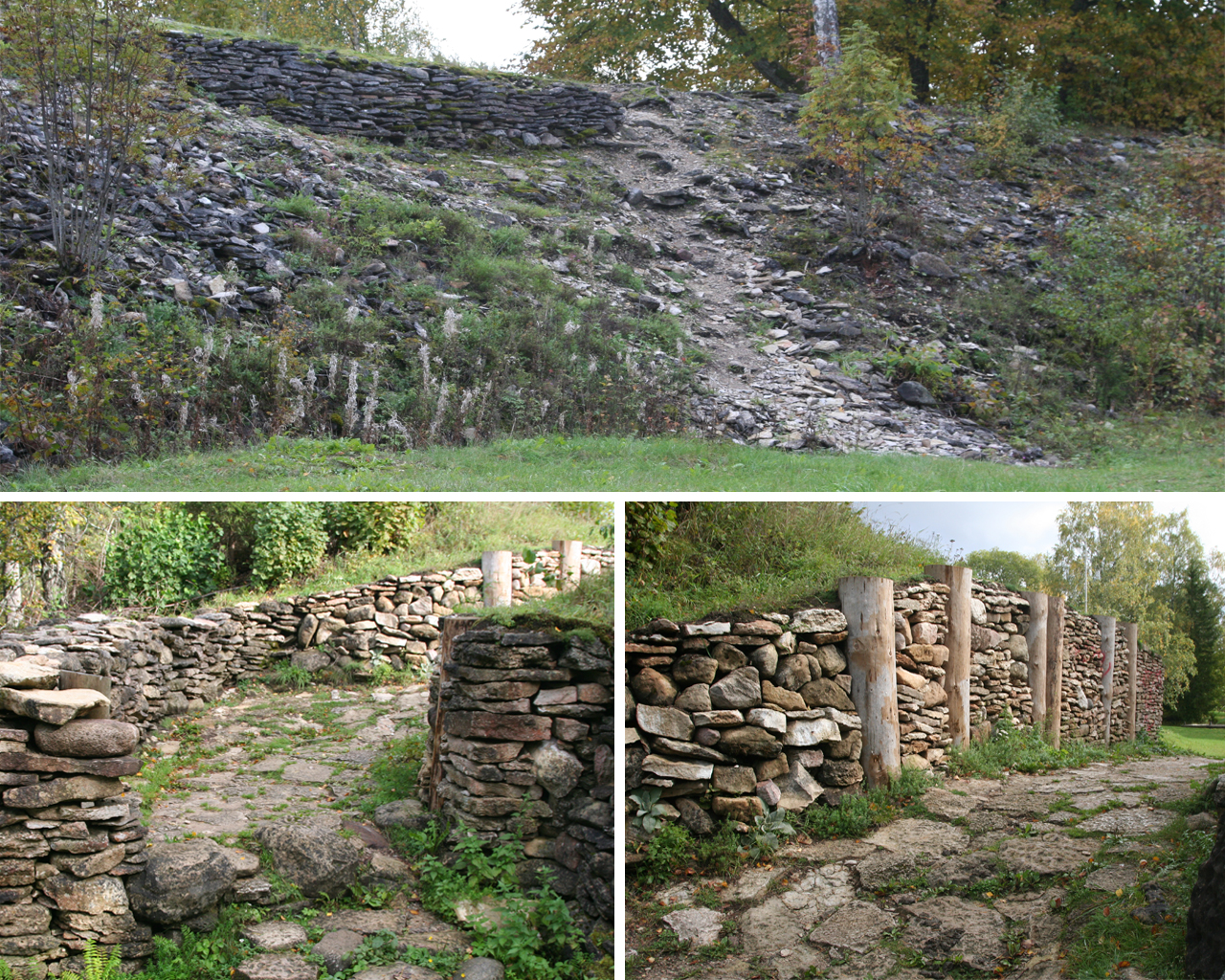